# Selena Gomez
Selena Marie Gomez (IPA: [səˈliːnə ˈɡoʊmɛz]; Grand Prairie, 22 luglio 1992) è un'attrice, cantante, imprenditrice e produttrice televisiva statunitense.
Ha recitato da bambina nella serie televisiva Barney e successivamente è apparsa in varie serie televisive della Disney. Dal 2007 al 2012 ha interpretato il ruolo della protagonista Alex Russo nella serie I maghi di Waverly. Attiva anche nel campo musicale, ha cantato varie colonne sonore pubblicate dalla Disney Records e nel 2008 ha firmato un contratto discografico con la Hollywood Records formando la band Selena Gomez & the Scene con la quale ha pubblicato tre album: Kiss & Tell, certificato platino, A Year Without Rain e When the Sun Goes Down, entrambi certificati dischi d'oro negli Stati Uniti.
In seguito allo scioglimento dei the Scene, avvenuto nel 2012, Gomez avvia una propria carriera solista pubblicando nell'arco di tre anni gli album Stars Dance e Revival e la raccolta For You, tutti contenenti singoli che hanno registrato un buon successo a livello globale. In seguito si dedica principalmente a collaborazioni musicali con artisti internazionali e all'impegno televisivo come produttrice di diversi prodotti tra cui l'acclamata serie Netflix Tredici, per poi ritornare definitivamente sulle scene musicali nel 2020 con la pubblicazione del terzo album Rare, il cui singolo apripista Lose You to Love Me ha regalato alla cantante la sua prima numero uno nella Billboard Hot 100 statunitense. Al settembre 2022, Gomez ha venduto oltre 210 milioni di singoli ed ha accumulato oltre 45 miliardi di streams.
Dal 3 settembre 2009 è ambasciatrice dell'UNICEF. Nel 2010 ha debuttato come attrice protagonista al cinema con il film Ramona e Beezus. Successivamente è stata tra le protagoniste di Monte Carlo nel 2011 e Spring Breakers - Una vacanza da sballo nel 2012. Ha anche prestato la voce a diversi personaggi di film d'animazione tra cui Ortone e il mondo dei Chi nel 2008, Arthur e la vendetta di Maltazard nel 2009, Arthur e la guerra dei due mondi nel 2010 e Hotel Transylvania nel 2012. Nel 2013 la rivista statunitense Maxim l'ha posizionata al secondo posto nella sua Hot 100, una lista delle 100 donne più sexy al mondo.
Dal 2021 interpreta Mabel Mora nella serie televisiva di successo Only Murders in the Building, per la quale ha vinto uno Screen Actors Guild Award e ricevuto sette candidature al Golden Globe, una al Critics Choice Television Award e quattro al premio Emmy. Nel 2024 ha ricevuto il plauso della critica per la sua interpretazione nel film Emilia Pérez, per il quale si è aggiudicata il Prix d'interprétation féminine al Festival di Cannes e una candidatura al Golden Globe e al Premio BAFTA come migliore attrice non protagonista.

## Biografia

### Primi anni
Selena Gomez è nata il 22 luglio 1992 a Grand Prairie, Texas. Suo padre si chiama Ricardo Joel Gomez ed è messicano, mentre sua madre, Mandy Dawn Cornett, che fu adottata e risulta avere qualche grado di discendenza italiana, è un'ex attrice di teatro; aveva solo sedici anni quando partorì Selena e perciò la coppia ebbe vari problemi finanziari per il mantenimento della bambina. Il nome Selena è stato scelto da suo padre in onore della cantante latinoamericana Selena Quintanilla. All'età di cinque anni i suoi genitori divorziarono e nel 2006 sua madre si risposa con Brian Teefey: dal loro matrimonio è nata il 12 giugno 2013 una bambina, Gracie Elliot Teefey. Dal lato paterno Selena ha un'altra sorella, Victoria Gomez, nata il 23 giugno 2014 dal secondo matrimonio del padre. Selena ha dichiarato di aver sviluppato un particolare interesse per la recitazione nel guardare sua madre esibirsi in produzioni teatrali. Il 12 maggio 2010 ha ricevuto il diploma di scuola superiore, durante le riprese del film Monte Carlo.

### Gli esordi eI maghi di Waverly(1999-2007)

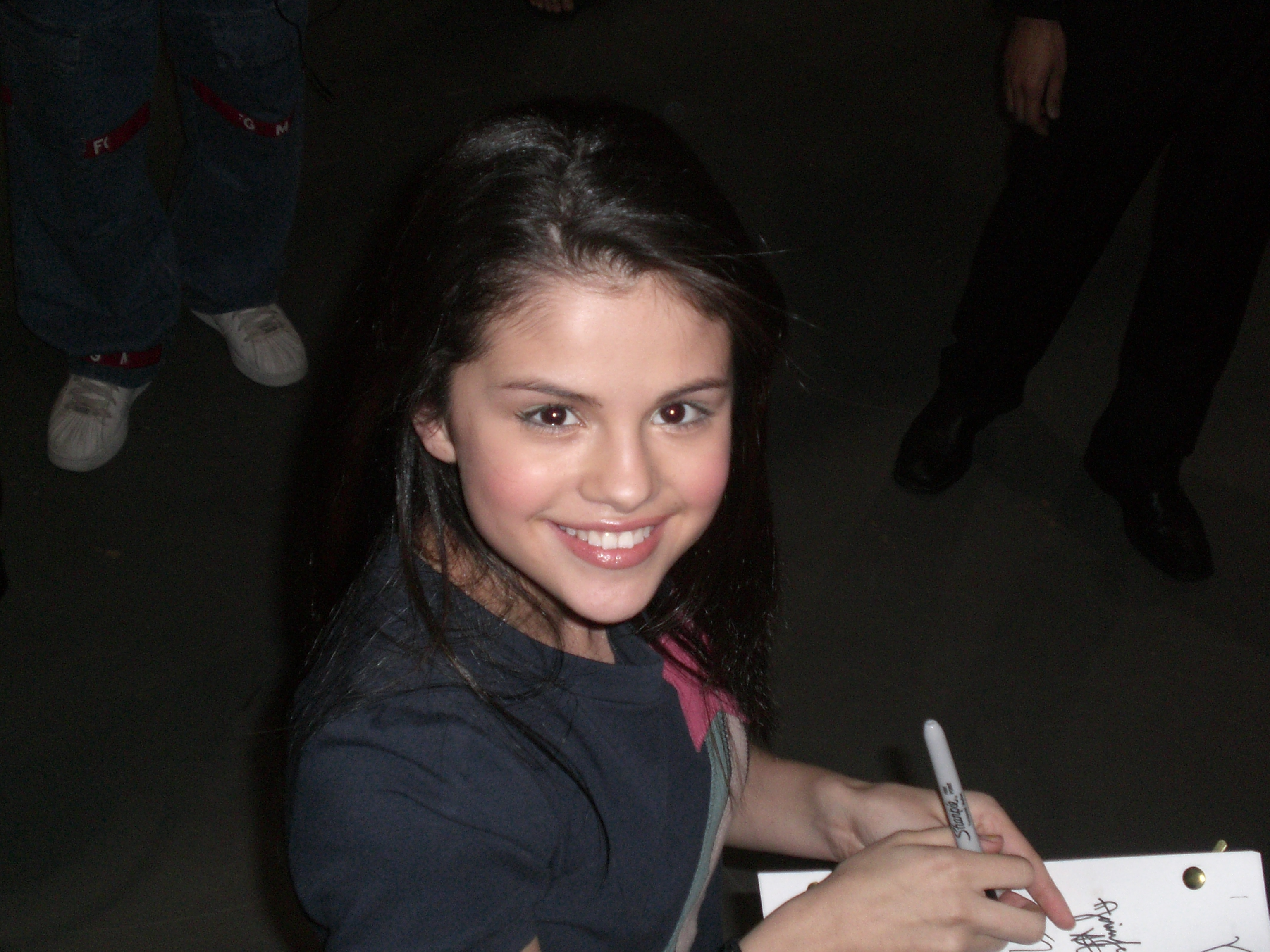
Selena Gomez sul set de I maghi di Waverly, prima di girare un episodio per la prima stagione della serie, nell'aprile del 2007

Selena Gomez cominciò la sua carriera d'attrice all'età di sette anni, interpretando Gianna in alcuni episodi della serie TV per bambini intitolata Barney. Dichiarò che agli esordi era timida e non amava mostrarsi davanti alle telecamere, poi dopo due stagioni fu esclusa dal cast perché i produttori pensavano fosse un po' cresciuta per la serie. Nel 2003 interpretò un ruolo minore nel film Spy Kids - Missione 3D: Game Over (2003) mentre nell'estate del 2004 venne scoperta dalla Disney in seguito ad un casting internazionale nell'ambito del quale Gomez si presentò ad un'audizione tenutasi proprio a Grand Prairie, la sua città natale. Nel 2005 fu scelta per un altro ruolo minore, stavolta nel film TV Walker Texas Ranger - Processo infuocato.
Nel 2006 partecipò come protagonista all'episodio pilota della serie TV Brain Zapped e fu lanciata dalla Disney come attrice in alcune delle proprie serie TV, iniziando con un ruolo minore nel ventiduesimo episodio della seconda stagione di Zack e Cody al Grand Hotel. L'anno successivo interpretò Mikayla, una rivale della protagonista Miley Stewart, in tre episodi della seconda stagione di Hannah Montana mentre le venne concessa l'opportunità di interpretare il ruolo di protagonista in una nuova serie TV. Venne così inserita prima nel cast di What's Stevie Thinking? (spin off di Lizzie McGuire) nel ruolo di Stevie Sanchez, poi nel cast di Arwin! (spin-off di Zack e Cody al Grand Hotel) nel ruolo di Alexa, ma entrambe le serie furono annullate prima della messa in onda.
La svolta arrivò quando le fu concessa un'ulteriore opportunità con la serie de I maghi di Waverly, in cui le venne assegnato il ruolo di Alex Russo, la secondogenita di una famiglia di maghi residente a Waverly Place, un fittizio quartiere di New York. La serie si rivelò un enorme successo venendo prodotta per quattro stagioni sino al 2012, vincendo due Emmy Award come miglior programma per bambini e grazie alla quale Selena Gomez salì alla ribalta internazionale incrementò la sua fama come "stellina" Disney.
Oltre all'attività di attrice, Gomez iniziò nel frattempo a cimentarsi anche nel canto durante la partecipazione in Barney eseguendo alcune colonne sonore. Successivamente nel 2006 registrò la colonna sonora Brain Zapped della serie TV omonima di cui è stata protagonista.

### L'inizio della carriera musicale: Selena Gomez & the Scene (2008-2009)
Nel 2008 Gomez interpretò Mary Santiago in Another Cinderella Story e fu per lei il primo ruolo da protagonista in un film destinato al solo mercato home video. Nello stesso anno esordì come doppiatrice in Ortone e il mondo dei Chi prestando la voce a Helga, mentre l'anno successivo prestò la voce a Selenia in Arthur e la vendetta di Maltazard. Oltre all'impegno ne I maghi di Waverly, durante il 2009 l'attrice apparì nel crossover dal titolo I maghi sul ponte di comando con Hannah Montana (trasmesso durante la prima stagione della serie Zack e Cody sul ponte di comando) ed interpretò sé stessa nel tredicesimo episodio della prima stagione di Sonny tra le stelle. Prese anche parte da protagonista in due film Disney per la televisione: Programma protezione principesse (insieme a Demi Lovato) e I maghi di Waverly: The Movie.

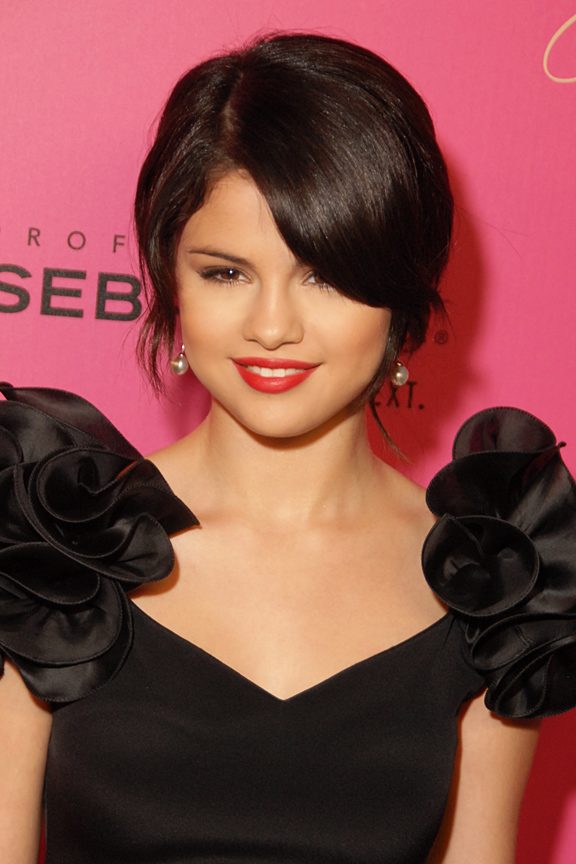
Selena Gomez alla 6ª edizione degli Hollywood Style Awards a Beverly Hills, California, il 10 ottobre 2009

La collaborazione di Gomez con la Disney non si limitò solo all'ambito recitativo. L'attrice registrò diverse colonne sonore, principalmente per la Walt Disney Records, che furono poi pubblicate in diverse raccolte. Nel corso del 2008 furono pubblicate: Cruella De Vil de La carica dei cento e uno; Fly To Your Heart di Trilli; New Classic, Bang a Drum e Tell Me Something I Don't Know di Another Cinderella Story. Mentre nel corso del 2009: One and the Same (cantata insieme a Demi Lovato) di Programma protezione principesse; Send It On (cantata insieme a Demi Lovato, Jonas Brothers e Miley Cyrus) del progetto Disney's Friends for Change; Disappear, Magical, Everything Is Not as It Seems e Magic (cover del brano originale dei Pilot) de I maghi di Waverly. Inoltre collaborò con la band Forever the Sickest Kids per una nuova versione del singolo Whoa Oh!.
Nel 2008 la cantante firmò un contratto discografico anche con la Hollywood Records, etichetta del gruppo Disney, tentando l'ingresso in nuovi generi musicali pur continuando a registrare colonne sonore per la Disney Records. In un'intervista dichiarò che fin dagli inizi del suo progetto musicale, non voleva essere un'artista solista ma far parte di una band. Originariamente avrebbe voluto intitolare The Scene il suo gruppo, ma questo avrebbe confuso i suoi giovani fan che la conoscevano per nome grazie alla serie de I maghi di Waverly. Allora insieme ai suoi collaboratori decise di usare entrambi i nomi, chiamando la propria band Selena Gomez & the Scene.
Gomez in un messaggio pubblicato su Twitter spiegò la ragione del particolare nome dato alla sua band: poiché era oggetto di motteggi da parte di svariate persone che la definivano una "wannabe scene", ossia un'aspirante e finta ragazza dello spettacolo, decise di rispondere loro in modo altrettanto ironico chiamando la sua band The Scene. Nel settembre del 2009 fu pubblicato l'album d'esordio intitolato Kiss & Tell. Negli Stati Uniti vendette 778 000 copie aggiudicandosi il disco d'oro. I singoli estratti furono Falling Down e Naturally. Quest'ultimo ottenne il disco di platino negli Stati Uniti e in Canada.

### Ramona e BeezuseA Year Without Rain(2010)

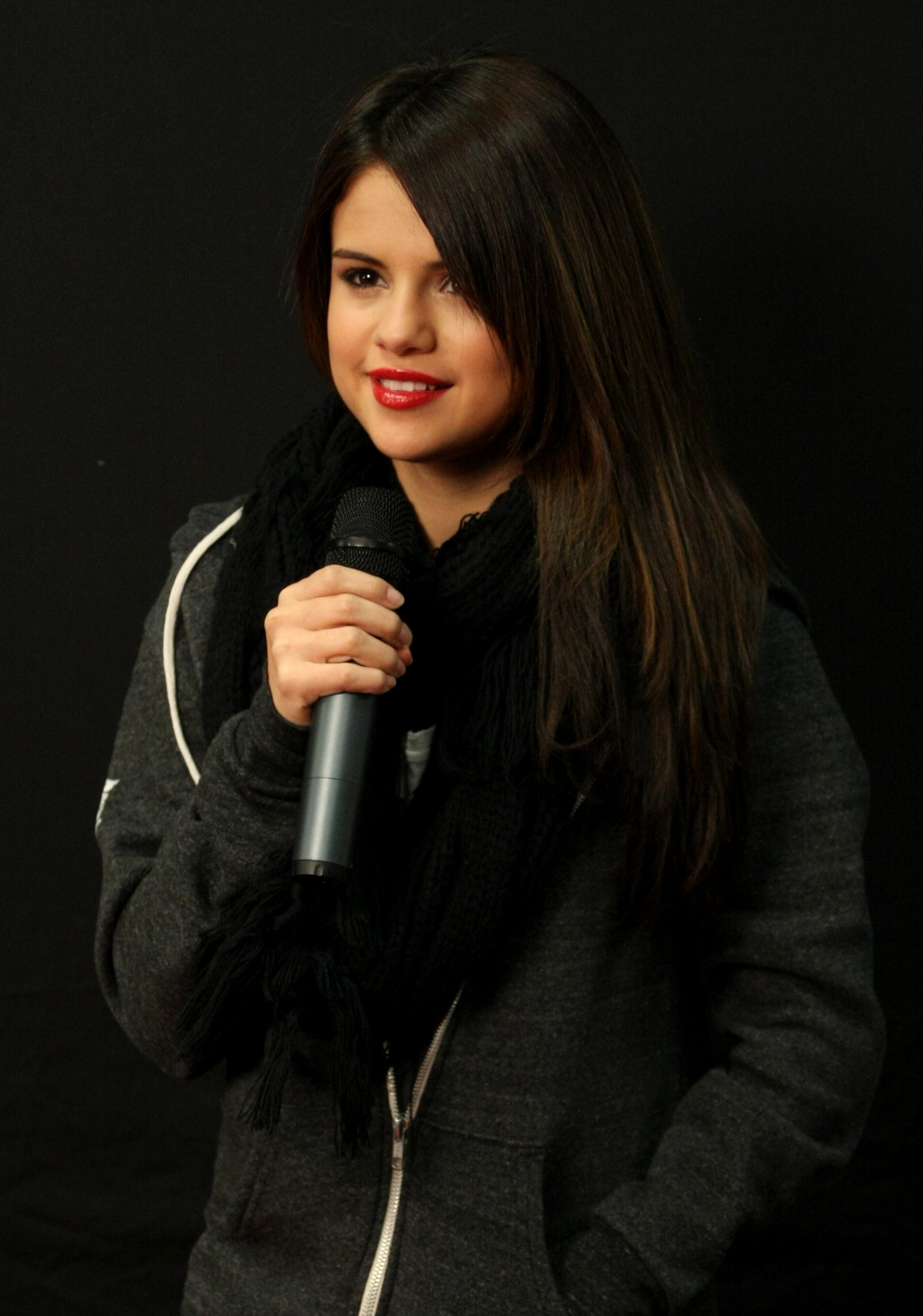
Selena Gomez nel 2010

Nel 2010 avvenne il suo debutto nelle sale cinematografiche in ruolo da protagonista con il film commedia Ramona e Beezus, diretto da Elizabeth Allen. Il film è un adattamento del romanzo di Beverly Cleary incentrato sulle vicende delle sorelle Beatrice e Ramona Quimby (nel film rispettivamente interpretate da Selena Gomez e Joey King). In particolare il titolo è tratto dal primo libro del romanzo, Beezus and Ramona, scritto nel 1955. L'attrice dichiarò che, nonostante fosse una commedia, il film trattava temi importanti come i problemi finanziari che una famiglia può affrontare nella vita quotidiana, raccontando che in quei momenti ognuno deve dare il massimo per riuscire a superarli. Ramona e Beezus guadagnò al botteghino un totale di 27 293 743 $ a fronte di un budget di circa 15 000 000 $, riscontrando un giudizio in gran parte positivo dalla critica.
In generale, anche la prova interpretativa di Gomez fu valutata positivamente, ad eccezione di Justin Chang di Variety, per cui sebbene l'attrice fosse adatta a proiettare sullo schermo le seccature da "sorella maggiore", sembrava troppo sicura di sé, persino troppo attraente, per convincere appieno nel ruolo di una ragazza puritana ed attenta alla propria immagine come Beezus; era difficile non avere la sensazione che Gomez fosse stata scelta per farsi pubblicità tra gli spettatori adolescenti e promuovere la colonna sonora del film, da lei stessa cantata. Nelle sale cinematografiche approdò anche il film d'animazione Arthur e la guerra dei due mondi, nel quale l'attrice figurava tra il cast di doppiatori.
A settembre fu pubblicato il secondo album della sua band, intitolato A Year Without Rain. Vendette 609 000 copie negli Stati Uniti e fu certificato disco d'oro. I singoli estratti furono Round & Round e A Year Without Rain, mentre Un año sin lluvia (versione in spagnolo di A Year Without Rain) venne pubblicato come singolo promozionale. Incluso nell'album vi è anche Live Like There's No Tomorrow, colonna sonora del film Ramona e Beezus. La cantante registrò anche Trust in Me, colonna sonora de Il libro della giungla, pubblicata nella raccolta DisneyMania 7 dalla Walt Disney Records.

### When the Sun Goes Downe impegno cinematografico (2011-2012)

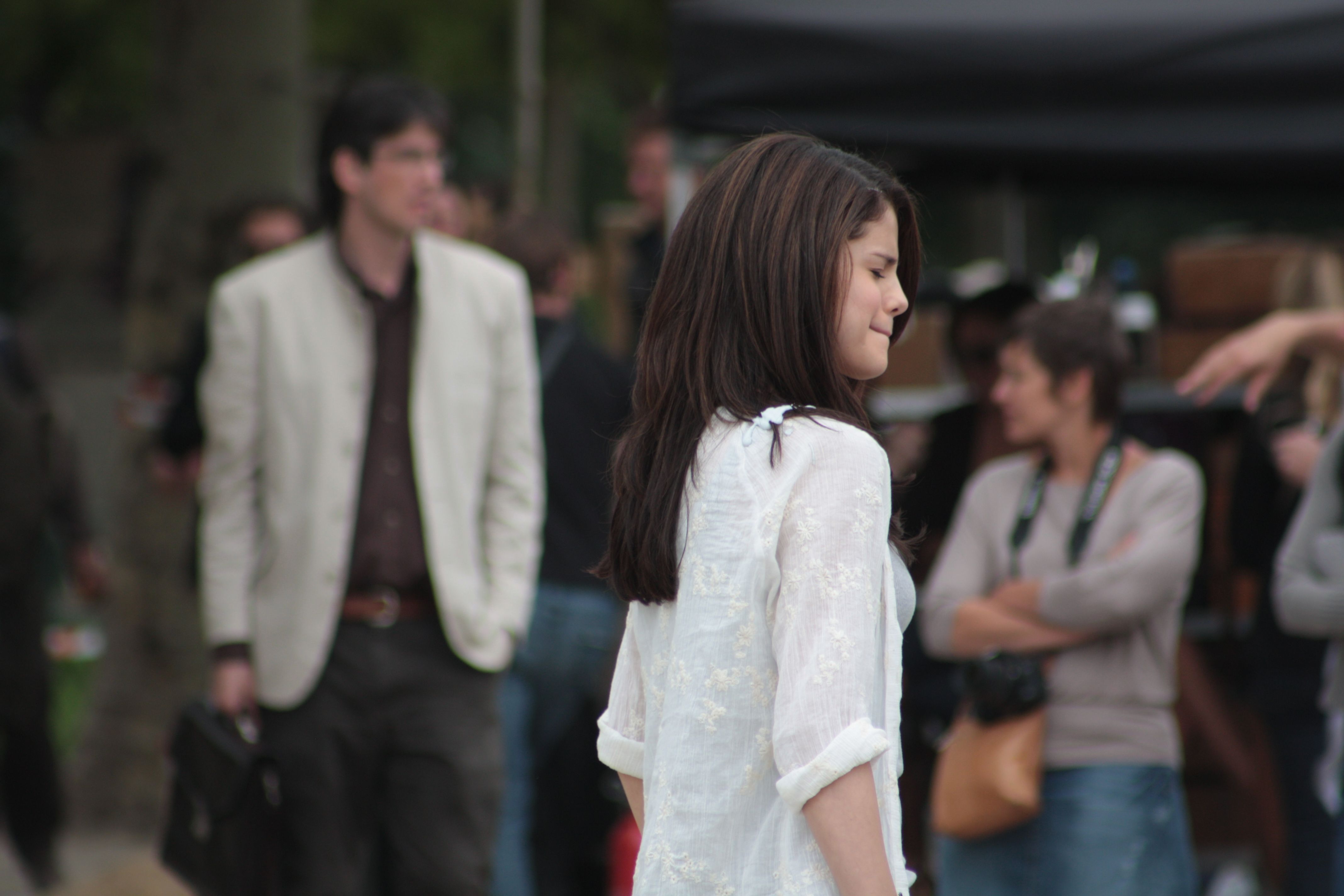
Selena Gomez a Parigi durante le riprese del film Monte Carlo

Durante il 2011 è apparsa nella serie televisiva So Random! (spin-off di Sonny tra le stelle), interpretando se stessa nel terzo episodio della prima stagione. Nell'estate dello stesso anno è apparsa anche nel film Monte Carlo, diretto da Thomas Bezucha; prima dell'inizio delle riprese, Gomez ha dichiarato di aver trascorso circa due settimane nell'imparare a giocare a polo e nel perfezionare il suo inglese con un accento britannico. Nonostante il successo al botteghino (39.667.665 dollari a fronte di un budget di circa 20 milioni di dollari), il film fu stroncato da gran parte della critica, così come l'interpretazione di Gomez: uno dei motivi era quello di apparire troppo giovane per impersonare il ruolo dell'ereditiera. Successivamente alla partecipazione in Monte Carlo, l'attrice è comparsa in un cameo nel film de I Muppet.
Sul fronte musicale, in estate venne pubblicato il terzo album del suo gruppo, intitolato When the Sun Goes Down, che successivamente si aggiudicò il disco d'oro negli Stati Uniti. L'album si avvale della collaborazione di Pixie Lott, Britney Spears e Katy Perry, rispettivamente per i brani We Own the Night, Whiplash e That's More Like It. I singoli estratti furono Who Says, Love You like a Love Song e Hit the Lights. Who Says ottenne un disco di platino, mentre Love You like a Love Song ne ricevette due. Dall'album furono anche estratti due singoli promozionali, Bang Bang Bang e Dices (versione in spagnolo di Who Says). La cantante registrò anche Shake It Up, colonna sonora della serie TV A tutto ritmo, con protagoniste Bella Thorne e Zendaya e pubblicata nella raccolta Shake It Up: Break It Down.
Gomez ebbe anche l'opportunità di cimentarsi nell'attività di presentatrice televisiva, infatti a giugno fu la co-presentatrice del MuchMusic Video Award, ad agosto presentò il pre-show del MTV Video Music Award e a novembre presentò il MTV Europe Music Award tenutosi all'Odyssey Arena di Belfast.

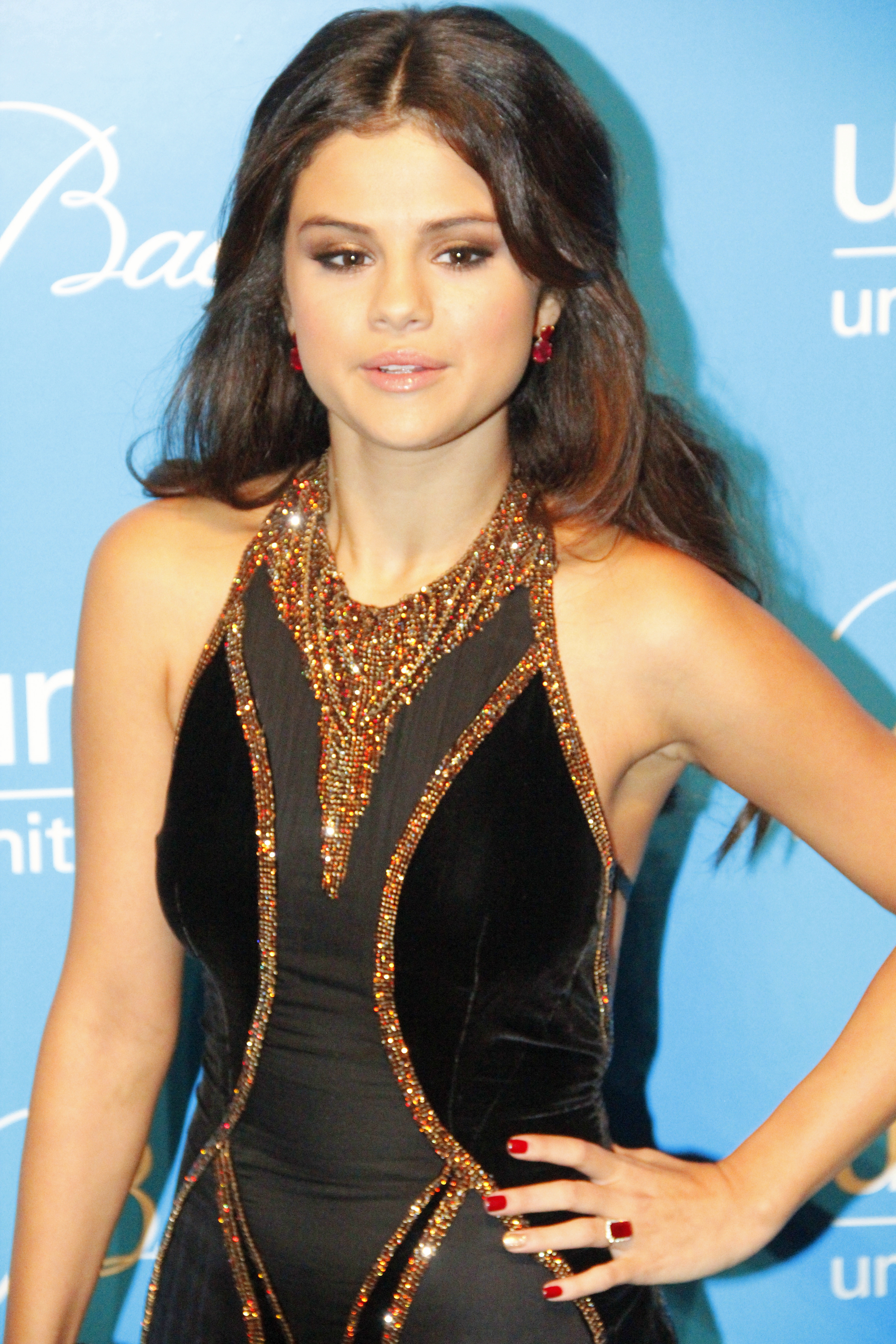
Selena Gomez all'UNICEF Snowflake Ball 2012 a New York.

Nel 2012 Gomez appare alla 69ª Mostra internazionale d'arte cinematografica di Venezia in Spring Breakers - Una vacanza da sballo insieme a James Franco, Vanessa Hudgens, Ashley Benson, Rachel Korine e Heather Morris; diretto da Harmony Korine, il film racconta di quattro giovani ragazze universitarie che annoiate dalla routine quotidiana decidono di organizzarsi per partecipare lo spring break (le "vacanze primaverili") in Florida. Malgrado il suo discreto successo al botteghino, Spring Breakers polarizzò la critica al momento dell'uscita in sala, così come lo fece anche la performance della Gomez: in molti videro nel ruolo di Faith un genuino tentativo di maturazione artistica da parte dell'attrice e venne perciò giudicata più che positiva nell'aver restituito innocenza e vulberabilità al suo personaggio; altri invece la ritennero ancora troppo inesperta per poter reggere l'intensità emotiva richiesta da certe scene, risultando meno efficace rispetto ad altre colleghe più navigate. Oggetto di critiche fu soprattutto l'abbandono a metà film di Faith, una decisione che suscitò grandi polemiche e contribuì peraltro a far diffondere il sospetto che la partecipazione della Gomez fosse in realtà una semplice manovra promozionale e non una scelta dettata da effettive qualità recitative.
Le critiche sono divenute molto più positive con il passare del tempo, e in virtù di ciò Spring Breakers si è aggiudicato negli anni uno status di film di culto tra i giovanissimi, oltre ad essere frequentemente catalogato in molte liste retrospettive stilate da riviste autorevoli dei migliori film di quell'anno e del XXI secolo.
Il 12 settembre al Toronto International Film Festival è stato proiettato Aftershock, in cui Gomez è apparsa in un cameo. Il film è stato diretto da Nicolás López ed è basato sul terremoto in Cile del 2010. Il successivo 8 novembre è stato distribuito il film d'animazione Hotel Transylvania, in cui l'attrice presta la voce alla co-protagonista Mavis. Il film racconta di Dracula, proprietario di un albergo a cinque stelle riservato ai soli mostri, che si ritrova ad affrontare varie problematiche legate all'arrivo di Jonathan, un nuovo ospite umano di cui sua figlia Mavis s'innamora.
L'anno è stato caratterizzato da altri impegni recitativi per Gomez che ha partecipato al cast di diversi film in uscita nei prossimi anni. In Bulgaria ha partecipato insieme a Ethan Hawke e Jon Voight alle riprese di Getaway, film diretto da Courtney Solomon e incentrato su un pilota automobilistico che si alleerà insieme ad una ragazza per salvare sua moglie da un rapimento. A Los Angeles, insieme a Nat Wolff e Austin Stowell, ha lavorato alle riprese di Behaving Badly, diretto da Tim Garrick e basato sul romanzo del 2000 intitolato While I'm Dead... Feed the Dog, scritto dal produttore musicale Ric Browde. Sul fronte televisivo, ad ottobre è stata impegnata nella produzione di uno speciale da un'ora de I maghi di Waverly, intitolato The Wizards Return: Alex vs. Alex, in cui la famiglia di maghi organizza un viaggio in Toscana per incontrare i loro parenti che non vedono da molto tempo. In questo progetto l'attrice ha partecipato non solo come parte del cast, ma anche come produttrice esecutiva. L'attrice, inoltre, è una delle voci narranti nel lungometraggio Girl Rising insieme a Meryl Streep, Cate Blanchett, Anne Hathaway, Salma Hayek, Priyanka Chopra, Alicia Keys, Liam Neeson, Freida Pinto e Kerry Washington che racconta il percorso di cambiamento della vita di nove ragazze provenienti da varie parti del mondo attraverso l'istruzione.

### Stars DanceeFor You(2013-2014)
Prendendosi una pausa dai diversi impegni recitativi, la cantante a giugno ha partecipato alla conduzione del MuchMusic Video Award per il secondo anno consecutivo.
Agli inizi del 2013 la Hollywood Records ha deciso di pubblicare il brano Rule the World, tratto dal primo album solista di debutto della cantante, allora senza titolo. Il brano è stato tuttavia trapelato prima della sua uscita, portando quindi la cantante a incidere una seconda volta lo stesso con il titolo Forget Forever. L'8 aprile 2013 è stato pubblicato il singolo Come & Get It: essendo il primo singolo da solista, Gomez ha deciso di offrire ai fan un'anteprima del videoclip, centrato sui quattro elementi della natura: così sceglie di dedicare il colore del vestito di ogni esibizione ad uno di essi cominciando con il fuoco (vestito rosso) il 14 aprile agli MTV Movie Awards 2013, aria (vestito viola) il 17 aprile a Dancing with the Stars, acqua (vestito blu-azzurro) il 27 aprile ai Radio Disney e infine terra (vestito marrone-oro) il 19 maggio ai Billboard Music Awards. Inoltre viene interpretato al The Ellen DeGeneres Show il 16 aprile e al David Letterman Show il 24 aprile dello stesso anno. Il videoclip del brano è stato invece pubblicato il 7 maggio, giorno nel quale ha annunciato il titolo dell'album, Stars Dance, la data di pubblicazione, fissata al 23 luglio, e il tour di supporto al disco. A detta della cantante, Stars Dance presenta uno stile differente e maturo da quello impiegato per gli album realizzati con i Selena Gomez & the Scene.
Il 4 giugno Gomez pubblica sul suo canale YouTube l'audio del brano Slow Down e nello stesso giorno annuncia la lista tracce e la copertina dell'album. Il videoclip del brano è stato pubblicato il 19 luglio, mentre il singolo è stato pubblicato il 20 agosto negli Stati Uniti. Il 4 luglio Gomez si è esibita tra gli altri al concerto organizzato ogni anno in onore del giorno dell'indipendenza statunitense, eseguendo Come & Get It e Slow Down, e successivamente ha partecipato il 24 e 26 luglio rispettivamente al The Tonight Show with Jay Leno e a Good Morning America.

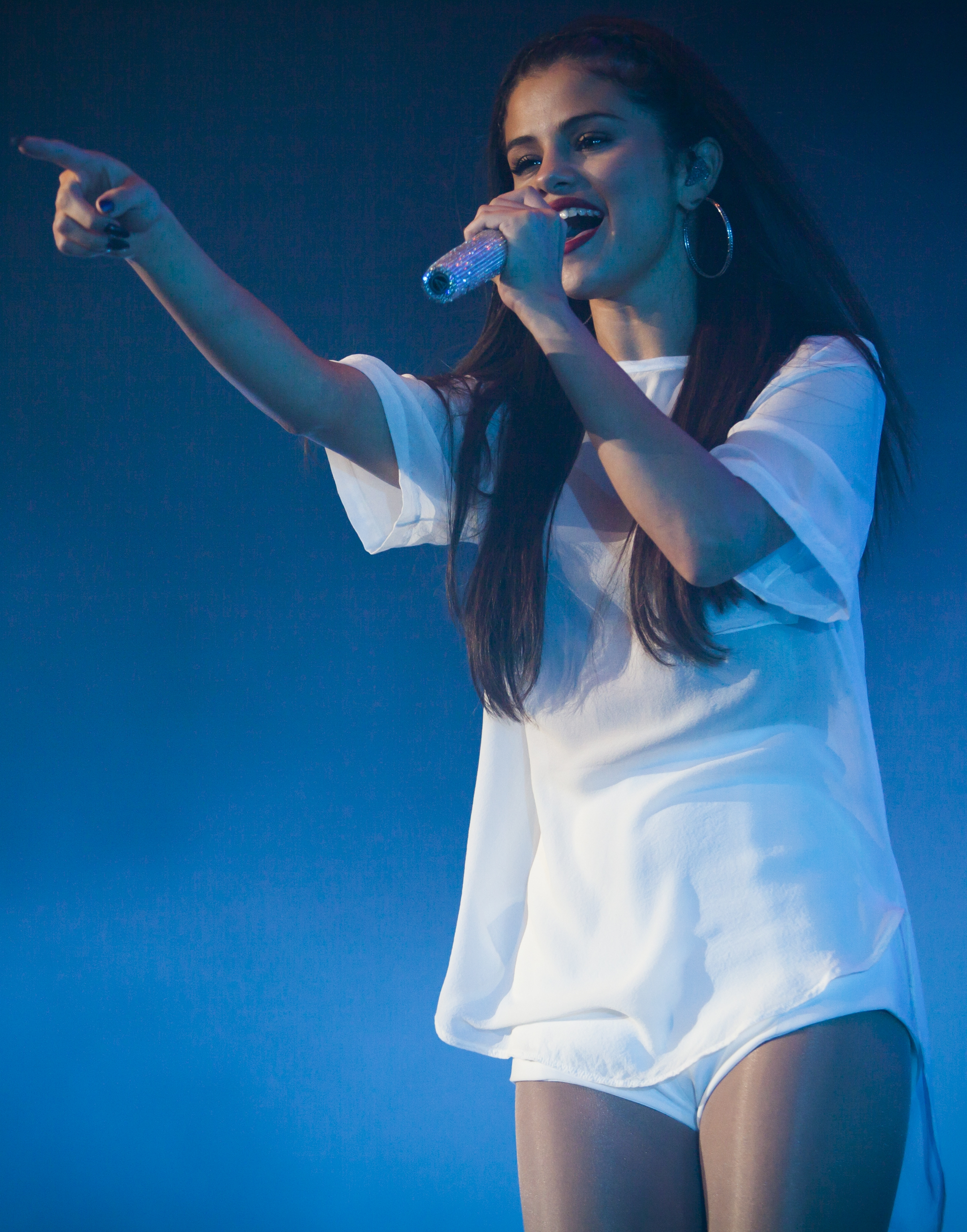
Selena Gomez si esibisce ad Oslo nella tappa norvegese dello Stars Dance Tour nel settembre 2013.

Il 14 agosto è partito lo Stars Dance Tour, che ha portato la cantante in varie città del Nord America e subito dopo in Europa. In occasione della data tenuta in Italia, la Universal Music Italia ha indetto vari concorsi per dare ai fan italiani l'occasione di assistere dal vivo al concerto della cantante: le iniziative avevano lo scopo principale di incrementare il numero di vendite dell'album, risultato poi il più venduto tra quelli di Selena Gomez, facendole superare in classifica il disco Magna Carta... Holy Grail di Jay-Z nella classifica statunitense e facendole conquistare il quarto posto in quella italiana. Il tour ha poi ripreso il suo corso tornando in America, toccando tappa ai concerti del Jingle Ball organizzati dalla stazione radio statunitense KIIS FM. La tournée avrebbe dovuto concludersi con la trasferta in Asia e Oceania a inizio 2014, ma è stato cancellato a causa di problemi personali citati dalla cantante, rivelatisi poi essere correlati alla contrazione del lupus.
Il 24 gennaio 2014 la rivista Seventeen fa sapere di aver stilato una lista tra le ragazze Under 21 più potenti del mondo, dedicando le copertine del suo speciale a Gomez.
Il 16 luglio la cantante ha partecipato all'Ischia Global Film Festival per assistere il 18 luglio alla prima del film Ti lascio la mia canzone. Gomez si è trattenuta ulteriormente ad Ischia per ricevere il 19 luglio il premio Ischia Kids Global Icon 2014 e consegnare a Paolo Virzì quello per Regista dell'Anno. Gomez ha dichiarato successivamente di voler reinterpretare il brano Quando quando quando di Tony Renis, suo preferito, segno di riconoscenza e gratitudine verso il cantante italiano.
Successivamente, ha annunciato la decisione di abbandonare il suo vecchio team management, composto dai genitori, per mettersi in mano a dei professionisti. Gomez ha inoltre rivelato di aver concluso il contratto con la Hollywood Records e firmato uno con la Interscope Records, decidendo tuttavia di pubblicare una raccolta entro la fine del 2014 con la precedente casa discografica, intitolata For You e costituita dai successi della cantante sia nel periodo solista che in quello nei Selena Gomez & the Scene più dei brani inediti.
Il 9 ottobre il canale YouTube della Paramount Pictures, casa produttrice di Rudderless, ha pubblicato il videoclip del brano Hold On, interpretato da Selena Gomez e Ben Kweller ed estratto dalla colonna sonora del film. Il 6 novembre la cantante ha pubblicato a sorpresa il videoclip del singolo The Heart Wants What It Wants, il quale si apre con un monologo della cantante sulla sua condizione emotiva, riconducibile al periodo passato in rehab, dovuto alla relazione con il cantante Justin Bieber, e che si svolge tutto in bianco e nero. Nello stesso giorno è stata pubblicata anche la lista tracce di For You, disco successivamente pubblicato il 25 novembre.
Per quanto riguarda il brano, primo ed unico estratto dalla raccolta, a differenza dei precedenti, verrà promosso in unica esibizione agli American Music Awards 2014, ai quali Selena Gomez partecipa per la prima volta da performer della serata: l'esibizione suscita la commozione del pubblico, in particolare dell'amica Taylor Swift, e della stessa cantante, la cui performance verrà definita da alcuni come la più emozionante e la migliore, dal punto di vista vocale, dell'artista.

### Revival(2015-2016)
A partire dal 2015 Gomez ha iniziato a lavorare con la DreamLab al suo secondo album da solista. Agli inizi dell'anno la cantante ha collaborato con il produttore discografico Zedd a un singolo di quest'ultimo, intitolato I Want You to Know e pubblicato il 23 febbraio.
Il 22 giugno 2015 la cantante ha pubblicato il singolo Good for You, in collaborazione con il rapper ASAP Rocky, che ha raggiunto la quinta posizione della Billboard Hot 100. Il 10 settembre 2015 pubblica il singolo Same Old Love, promosso da un'esibizione tenuta dalla cantante agli annuali American Music Award. La canzone riesce ad eguagliare la posizione raggiunta dal singolo precedente nella Billboard Hot 100 e, insieme al terzo singolo Me & the Rhythm, anticipa l'uscita del suo secondo album in studio, intitolato Revival e pubblicato il 9 ottobre dello stesso anno.

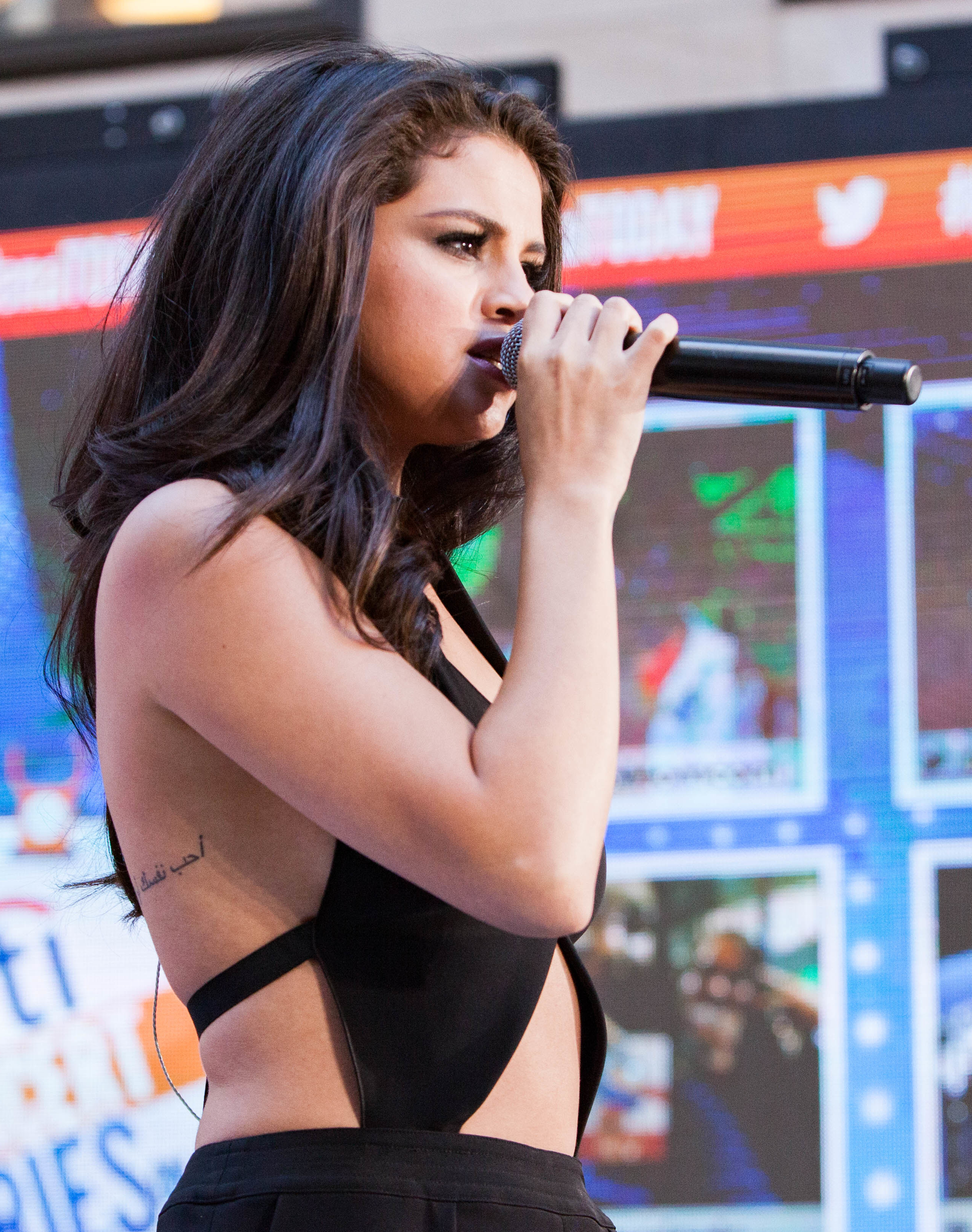
Selena Gomez al Today Show nel 2015

L'album ha debuttato in vetta alla Billboard 200 con un totale di 117 000 copie vendute ed è stato accolto positivamente dalla critica specializzata, che ne ha elogiato la produzione e i testi, entrambi più maturi rispetto ai precedenti lavori di Gomez.
Parallelamente ai suoi impegni musicali, Gomez è divenuta nel mese di giugno 2015 il volto della marca per la cura dei capelli Pantene, mentre ad agosto è apparsa nel documentario Unity e a settembre è stata aggiunta al cast di Neighbors 2: Sorority Rising, oltre ad aver ricoperto nuovamente il ruolo di Mavis in Hotel Transylvania 2. Il mese seguente è invece divenuta, insieme alla madre, il produttore esecutivo della serie televisiva 13 Reasons Why, basato sull'omonimo romanzo del 2007 di Jay Asher. La cantante ha poi avuto un ruolo di cameo nel film La grande scommessa, distribuito nelle sale cinematografiche l'11 dicembre da Paramount Pictures.
Il 26 gennaio 2016 Selena Gomez pubblica il singolo Hands to Myself, quarto estratto da Revival. La canzone è diventata la sua terza numero uno consecutiva nella classifica Pop Songs statunitense e ciò ha reso la Gomez una delle sole sei artiste femminili ad avere tre singoli dello stesso album in cima a tale classifica. Il 6 maggio dello stesso anno la cantante ha dato via al Revival World Tour . a Las Vegas la prima di una lunga serie di date sold out, cominciando contemporaneamente a lavorare al suo terzo album in studio da solista e aggiungendo, quindi, il brano inedito Feel Me nelle scalette del tour. Il tour è terminato dopo essere giunto in Nord America, Asia e Oceania. Infatti, sia la tappa europea sia quella sudamericana sono state annullate nell'agosto 2016 a causa di ansia, attacchi di panico e depressione causati dal lupus, malattia di cui la cantante soffre e che l'ha obbligata ad un periodo di riabilitazione in una clinica specializzata durato più di tre mesi, durante i quali Gomez è stata completamente assente dalle scene.
Selena Gomez è apparsa per la prima volta dopo la riabilitazione agli American Music Award del 2016, dove è stata candidata nelle categorie di artista dell'anno e artista femminile pop/rock, vincendo, grazie a questo ultimo premio, il suo primo premio nella cerimonia e tenendo, per l'occasione, un discorso sul prendersi cura di se stessi e della propria salute mentale. Nel maggio 2016 era stato pubblicato il singolo We Don't Talk Anymore di Charlie Puth, che ha visto la partecipazione di Gomez e che ha raggiunto la top 10 dei singoli più venduti negli Stati Uniti d'America.

### Collaborazioni musicali e impegno televisivo (2017-2018)
Il 4 febbraio 2017 Gomez ha pubblicato un'anteprima di un brano inedito attraverso Instagram. Cinque giorni dopo, il dj norvegese Kygo ha fatto lo stesso, confermando si trattasse di una sua collaborazione con la cantante. Il singolo, intitolato It Ain't Me, è stato pubblicato il 16 febbraio e ha raggiunto la top 10 della Billboard Hot 100.
Intorno allo stesso periodo è stata presentata la serie televisiva Tredici, nella quale Gomez ha ricoperto il ruolo di produttore esecutivo. La cantante ha inoltre preso parte alla relativa colonna sonora della serie, di cui fanno parte la cover di Only You dei Yazoo e la versione acustica di Kill Em with Kindness, ma anche a nuova musica, in particolare con i produttori The Futuristics, Jonas Jeberg e Ryan Tedder e i cantautori Julia Michaels, Justin Tranter e Jacob Kasher. L'11 maggio è stato confermata la pubblicazione di Bad Liar. Il singolo è stato quindi pubblicato il 18 maggio insieme al suo primo video musicale, disponibile per lo streaming solo tramite Spotify. Il mese successivo è stato pubblicato su YouTube un secondo video, comprendente una anticipazione del suo follow-up, intitolato Fetish e pubblicato il 13 luglio 2017.
Il 14 settembre Gomez ha comunicato di aver subito durante l'estate un trapianto renale, resosi necessario dopo che il lupus, malattia autoimmune di cui soffre, aveva irreparabilmente danneggiato il rene della cantante. A tal proposito la cantante ha dato una sola intervista, in cui, insieme all'amica Francia Almendárez, donatrice del rene, ha raccontato la sua esperienza.
Il 19 ottobre 2017, il produttore EDM Marshmello ha annunciato che avrebbe collaborato con Gomez al brano Wolves, pubblicato il 25 ottobre, con il quale entrambi si sono esibiti agli American Music Awards 2017. Il 30 novembre durante i Billboard Women in Music Gomez ha ricevuto il premio donna dell'anno, presentata da Elle Fanning e Francia Almendárez.
Il 1º maggio 2018 Gomez annuncia il nuovo singolo Back to You, uscito il 10 maggio 2018. A fine agosto 2018 l'artista ha collaborato con DJ Snake, Cardi B e Ozuna in Taki Taki, pubblicato il 28 settembre. Il 28 febbraio 2019 viene pubblicato il singolo I Can't Get Enough, dove collabora con Benny Blanco, Tainy e J Balvin. Nello stesso anno partecipa al film I morti non muoiono di Jim Jarmusch.

### Rare(2019-2020)
A settembre 2019, è stato annunciato che Gomez è la produttrice esecutiva della docu-serie Netflix, Living Undocumented, che segue otto famiglie non documentate in America. La serie è composta da sei episodi ed è stata presentata in anteprima il 2 ottobre 2019.

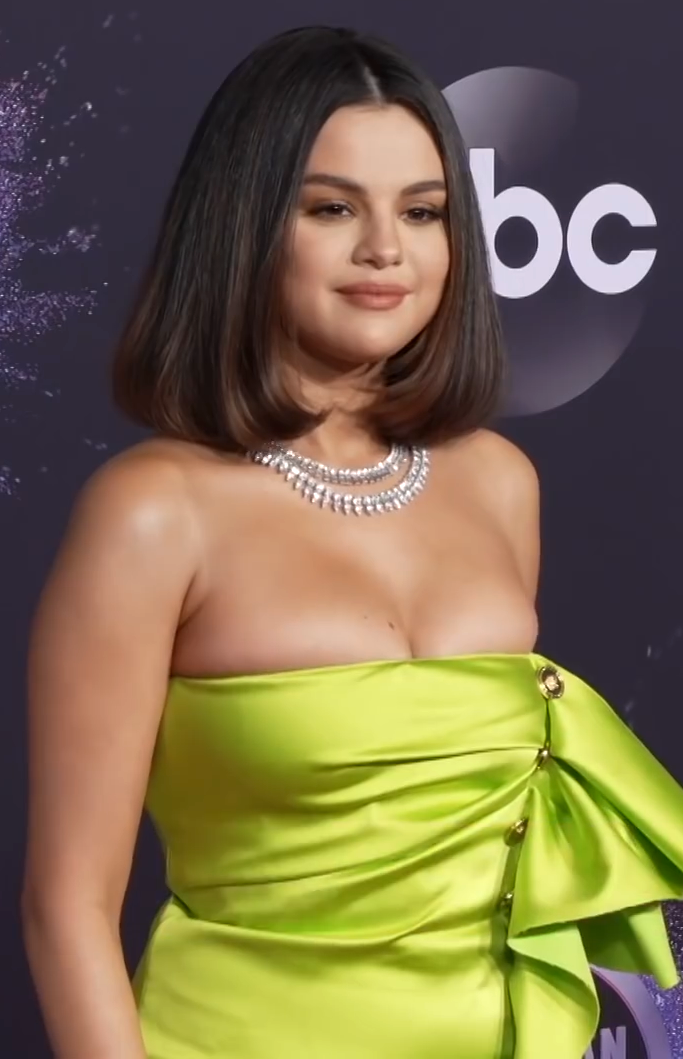
Selena Gomez agli American Music Awards 2019

Il 23 ottobre 2019 la Gomez ha pubblicato Lose You to Love Me come singolo apripista del suo terzo album in studio. Grazie al brano raggiunge per la prima volta la vetta della Billboard Hot 100. Il giorno successivo è stata la volta di un secondo singolo, Look at Her Now. Entrambi i brani vengono eseguiti dal vivo nell'ambito degli American Music Awards 2019 nel mese di novembre dello stesso anno. Il 12 dicembre successivo vengono invece rivelati titolo e lista tracce del terzo album da solista della cantante, intitolato Rare e pubblicato il 10 gennaio 2020. Una settimana dopo la pubblicazione del disco, la traccia omonima viene estratta come terzo singolo, insieme al suo videoclip. Il 21 febbraio 2020 viene messa in commercio la versione vinile dell'album, contenente in aggiunta il brano Feel Me, mentre il successivo 9 aprile viene pubblicata la versione deluxe insieme a una nuova copertina e all'aggiunta di tre brani inediti.
Rare ha ricevuto recensioni positive da parte della critica specializzata, che ne ha lodato soprattutto la produzione coesa e arrivando in più casi a definirlo come il miglior album realizzato dalla cantante. Inoltre ha registrato un buon successo commerciale, diventando il terzo album consecutivo della cantante a raggiungere la prima posizione della classifica statunitense degli album e debuttando al vertice delle classifiche di altri otto paesi, inclusi Australia e Canada.
Il 26 giugno 2020 viene pubblicato il remix di Past Life, realizzato in collaborazione del cantante statunitense Trevor Daniel e promosso dal rispettivo videoclip. L'11 agosto seguente è stata annunciata una collaborazione con il gruppo sudcoreano Blackpink, la cui uscita è avvenuta per il 28 dello stesso mese; il brano in questione, Ice Cream, è stato estratto come secondo singolo dal secondo album in studio delle Blackpink. Sempre nel mese di agosto, debutta su HBO Max il programma di cucina condotto dalla Gomez, di cui è anche produttrice esecutiva, ovvero Selena + Chef. Il 27 agosto il programma è stato rinnovato per una seconda stagione. Il 28 agosto viene trasmetto in anteprima esclusiva virtualmente This Is the Year, commedia di cui è co-produttrice accanto a David Henrie. L'11 settembre, invece, esce nelle sale cinematografiche statunitensi la commedia The Broken Hearts Gallery, di cui è produttrice esecutiva. Alla fine dell'anno, viene inserita nella lista relativa alle cento persone più influenti al mondo redatta dalla rivista Time.

### Revelación,Only Murders in the Buildinge il documentario (2021-2023)
Il 15 gennaio 2021 la cantante è ritornata sulle scene musicali con il singolo De una vez, il primo della sua carriera interamente realizzato in lingua spagnola. Insieme ad esso è stato pubblicato anche il rispettivo videoclip. Il 29 gennaio successivo è stato distribuito Baila conmigo, una collaborazione con il cantante portoricano Rauw Alejandro. In contemporanea la cantante ha annunciato la pubblicazione del suo secondo EP, Revelación, messo in commercio il 12 marzo 2021. Una settimana prima della sua pubblicazione reso disponibile un ulteriore singolo, intitolato Selfish Love ed eseguito in collaborazione del disc jockey francese DJ Snake. Quest'ultimo brano ottiene successo in Francia, dove viene premiato con la certificazione di disco d'oro. Revelación è stato acclamato dalla critica specializzata e ha regalato alla cantante la sua prima candidatura in assoluto ai Grammy Awards nel 2022.
Sempre nel 2021 Gomez produce ed interpreta la serie televisiva Only Murders in the Building, distribuita negli Stati Uniti da Hulu e a livello internazionale da Disney+. Nel primo ruolo televisivo ricoperto da Gomez dopo I maghi di Waverly, viene affiancata dagli attori Steve Martin e Martin Short. Le interpretazioni del trio vengono lodate dalla critica e la prima stagione della serie si aggiudica complessivamente diciassette candidature ai Premi Emmy 2022, di cui una nella categoria i miglior serie commedia direttamente ottenuta da Gomez per il suo impegno in qualità di produttrice, diventando la prima donna latina a ricevere una candidatura come produttrice nella suddetta categoria. Due anni più tardi, alla medesima premiazione, ha ricevuto anche la candidatura per la migliore attrice protagonista in una serie commedia.
Nel corso del 2022 collabora con i Coldplay al singolo Let Somebody Go e con Rema al remix del brano Calm Down. Quest'ultimo brano riscuote ampio successo a livello internazionale, risultando il secondo brano più venduto del 2023 secondo la IFPI. Nell'autunno dello stesso anno viene distribuito sulla piattaforma Apple TV+ il documentario Selena Gomez: My Mind & Me, accompagnato dalla pubblicazione del singolo omonimo. Il progetto, che segue le vicissitudini professionali e personali affrontate dalla cantante negli ultimi sei anni, è stato apprezzato dalla critica ed ha avuto una distribuzione cinematografica limitata negli Stati Uniti.

### Emilia PérezeI Said I Love You First(2024-presente)

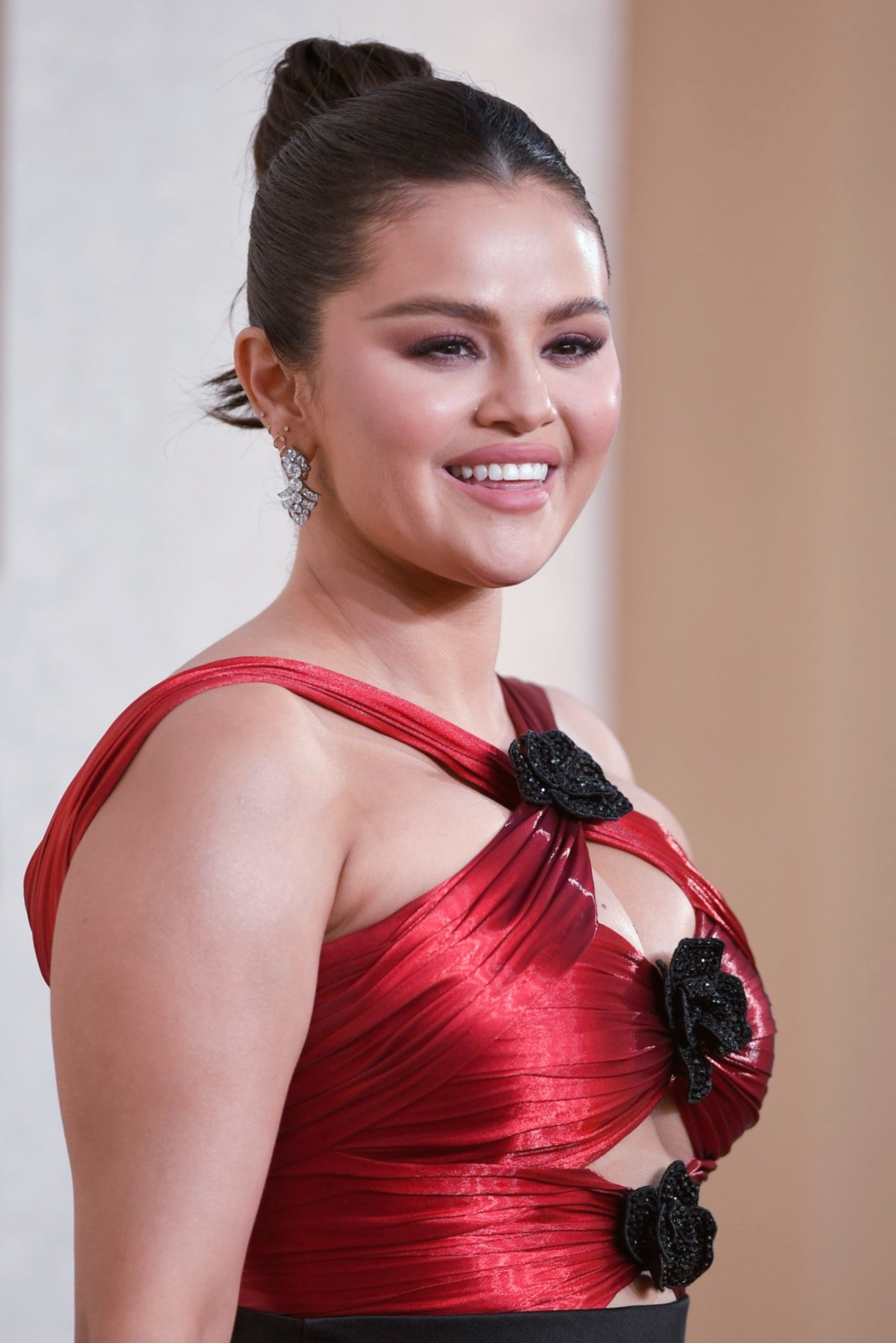
Selena Gomez sfila sul tappeto rosso della 81ª edizione dei Golden Globe nel 2024.

Al Festival di Cannes 2024 ha fatto il suo debutto il pluripremiato Emilia Pérez, film diretto da Jacques Audiard, nel quale la Gomez ha interpretato il ruolo di Jessi Del Monte. Per l'occasione, la cantante ricevette lezioni di spagnolo e prestò la sua voce per la registrazione di due brani inediti poi inseriti nella colonna sonora del film stesso. La sua prova recitativa viene accolta dal plauso universale della critica, e in virtù di ciò ottiene due candidature come miglior attrice non protagonista sia ai Golden Globe 2024 che ai premi BAFTA nel 2025, aggiudicandosi il Prix d'interprétation féminine al 77º Festival di Cannes. Durante l'autunno del 2024 riprende il ruolo di Alex Russo, in qualità di guest star, nel sequel e spin-off I Maghi di Waverly - Ritorno a Waverly Place, di cui è produttrice esecutiva. Durante la cerimonia di premiazione ai SAG Awards 2025 ha vinto il premio come Miglior cast in una serie commedia per Only Murders in the Building.
Nell'ottobre 2024 la Repubblica francese l'ha insignita insieme a tutto il resto del cast impegnato in Emilia Pérez al titolo di Chevalier dell'Ordine delle Arti e delle Lettere come segno di gratitudine per il significativo contributo alla diffusione della cultura francese nel mondo.
Il 21 marzo 2025 è tornata ufficialmente sulle scene musicali con I Said I Love You First, album collaborativo con il produttore e fidanzato Benny Blanco, che ha sancito il suo più grande debutto in madrepatria in termini di unità vendute, con 120 000 copie distribuite nella prima settimana di disponiblità. Il singolo di lancio dell'album, Call Me When You Break Up, ha visto anche la partecipazione della collega Gracie Abrams, cui ha fatto seguito Sunset Blvd.

## Stile ed influenze musicali

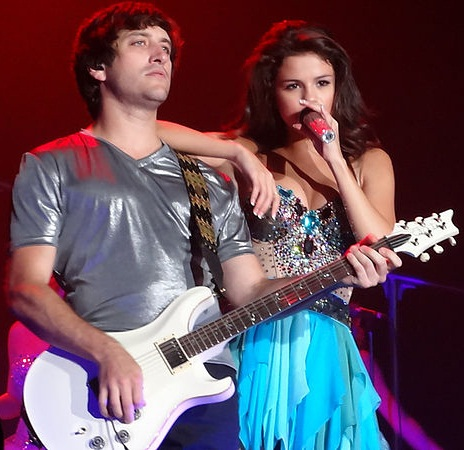
Selena Gomez e Ethan Robert durante un concerto del We Own The Night Tour

Secondo la critica, in Kiss & Tell la Gomez impersona uno stile di ragazza più dura ed audace rispetto alle solite cantanti pop. Nell'album, alla musica pop, si associano una vasta varietà di altri generi come il pop punk, la musica dance dall'influenza latina, il pop rock e l'emo pop. Per Bill Lamb di About.com, la cantante, pur avendo un tratto distinguibile, in alcune canzoni deriva il proprio stile da altri artisti quali Kelly Clarkson per I Won't Apologize, Avril Lavigne per Crush e Miley Cyrus per The Way I Loved You. Dopo la pubblicazione di Kiss & Tell, la Gomez ha affermato che il secondo album della sua band avrebbe avuto uno stile più maturo. Infatti, sempre secondo la critica, A Year Without Rain è un album più serio sia dal punto di vista musicale che testuale. Ricorre maggiormente al genere dance pop, riducendo invece le influenze emo pop e pop rock, avendo una peculiarità meno energica e spassosa rispetto all'album precedente.
Per Tim Sendra di AllMusic, in When the Sun Goes Down la Gomez ritorna ad assumere lo stile messo in evidenza nel primo album, mostrandosi una cantante più allegra e spensierata. Per Bill Lamb di About.com, la Gomez col suo terzo album ha compiuto una graduale maturazione dal mondo pop Disney a qualcosa di più interessante per i gli appassionati adulti della musica pop, provando di essere andata oltre a ciò che hanno rappresentato altre cantanti della Disney quali Miley Cyrus e Demi Lovato. Invece, per Jody Rosen di Rolling Stone, la Gomez non porta niente di personale alle sue canzoni, risultando una delle più noiose cantanti pop della sua generazione.
La Gomez ha dichiarato che da adolescente era ispirata dal personaggio Lizzie McGuire interpretato da Hilary Duff, poi successivamente da Bruno Mars, Katy Perry, Cheryl Cole e in particolare da Britney Spears, le cui prime canzoni sono le sue preferite. Durante un'esibizione al We Own the Night Tour nel 2011 la cantante ha eseguito un tributo a Britney Spears con un medley composto da ...Baby One More Time, (You Drive Me) Crazy, I'm a Slave 4 U, Toxic, Oops!... I Did It Again e Hold It Against Me.

## Attività benefiche
Nel 2008 Selena Gomez partecipò alla campagna UR Votes Count, con lo scopo di incoraggiare i ragazzi ad informarsi sui candidati alle elezioni presidenziali statunitensi del 2008, Barack Obama e John McCain. Nell'ottobre dello stesso anno partecipò, insieme ad altre celebrità, al quinto annuale di beneficenza Runway for Life, che ha raccolto più di un milione di dollari da destinare all'ospedale dei bambini St. Jude di Memphis, in Tennessee. Dopo aver scoperto, durante le riprese di Programma protezione principesse, che a Porto Rico esiste una "spiaggia per cani morti" ed un'epidemia di cani randagi, è diventata ambasciatrice di DoSomething.org per la salvaguardia dei cani a Porto Rico. Su tale vicenda ha anche girato un documentario per il quale ha collaborato con IslandDog.org per vaccinare alcuni dei 200 000 cani randagi che vagano sulla spiagge di Porto Rico.
Nel 2009 Gomez ha operato da testimonial per la compagnia di assicurazioni statunitense State Farm Insurance, girando uno spot pubblicitario di interesse pubblico per la sensibilizzazione alla guida sicura, che è stato trasmesso sul sito web della compagnia e sul canale statunitense di Disney Channel. Ha anche partecipato a RAISE Hope for Congo, una campagna di beneficenza atta a sensibilizzare sulla situazione delle donne congolesi ed a contrastare la violenza su di esse, e ha contribuito al progetto ambientalista della Disney intitolato Disney's Friends for Change, per il quale è apparsa nei suoi spot su Disney Channel e ne ha registrato la sua colonna sonora, intitolata Send It On, insieme a Demi Lovato, Miley Cyrus ed i Jonas Brothers. Il 6 ottobre 2009 ha effettuato una visita a sorpresa alla scuola elementare Charnock di Los Angeles, per il programma A Day Made Better sponsorizzato dalla società di vendita al dettaglio OfficeMax, nell'ambito del quale ha assegnato alla scuola un riconoscimento e le ha donato attrezzature scolastiche per un valore di mille dollari.

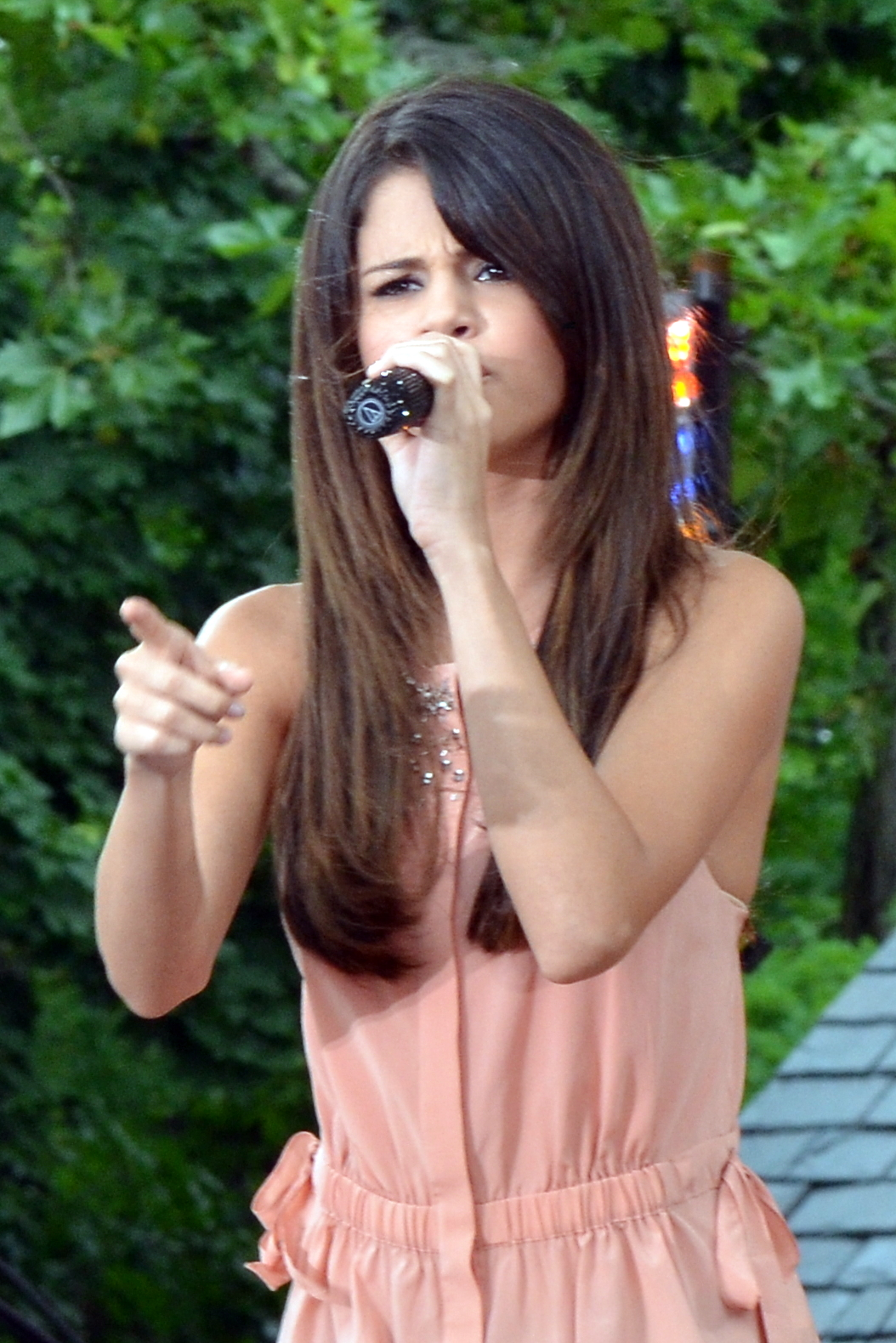
Selena Gomez canta Love You like a Love Song nel programma TV "Good Morning America" il 17 giugno 2011

Il 15 luglio 2011 all'ospedale pediatrico di Filadelfia ha inaugurato la fondazione di beneficenza The Voice, lanciata dal conduttore televisivo Ryan Seacrest, che si propone di assistere i malati negli ospedali con attività legate alla musica, alla televisione e alla radio. Per l'occasione la Gomez ha cantato una delle sue canzoni mentre un paziente l'accompagnava con una chitarra acustica. Successivamente ha visitato i bambini ricoverati all'ospedale pediatrico di Atlanta.
Nel 2016, insieme a numerosi altri artisti, incide il singolo di beneficenza Hands, volto a raccogliere fondi per le vittime della sparatoria in un club gay avvenuta ad Orlando il 12 giugno 2016. Gomez si è più volte pronunciata a favore dei diritti della comunità LGBT, tanto dall'esserle stato proibito di esibirsi in Russia (paese che invece non supporta tali diritti).

### UNICEF
Nell'ottobre del 2008 la Gomez fu nominata portavoce per la campagna Trick-or-Treat di UNICEF che incoraggiava i bambini statunitensi a raccogliere fondi durante la festa di Halloween da destinare ai bambini bisognosi in giro per il mondo. Il 3 settembre 2009 fu poi nominata la più giovane ambasciatrice dell'UNICEF per gli Stati Uniti. In seguito alla nomina la Gomez dichiarò di appoggiare la fondazione con la convinzione che si possano ridurre le morti dei bambini nel mondo per cause evitabili. Nel suo primo viaggio, nel settembre 2009, ha visitato il Ghana per una settimana per essere testimone delle precarie condizioni di vita dei bambini poveri ai quali mancano necessità vitali come acqua potabile, cibo, istruzione e assistenza sanitaria. Dichiarò, in un'intervista ad Associated Press, la sua volontà di usare la propria immagine per portare a conoscenza i problemi del Ghana.
La Gomez fu nominata portavoce per la campagna Trick-or-Treat dell'UNICEF nel 2009 per il secondo anno consecutivo. Nel 2011, durante il suo tour in Cile, ha visitato un gruppo di famiglie di Valparaíso che partecipano al programma dell'UNICEF Bridge. Ai bambini poveri di queste famiglie la Gomez ha voluto regalare dei libri. Ha anche partecipato alla campagna Celebrity Tap, il progetto di UNICEF per raccogliere fondi con cui portare acqua nei paesi del terzo mondo. Per questo progetto la Gomez ha girato un video in cui imbottiglia l'acqua del proprio rubinetto in speciali bottiglie che sono successivamente state messe all'asta. Pubblicando una foto sul suo profilo Instagram, il 23 marzo Selena Gomez rende pubblica la sua adesione all'UNICEF Tap Project 2015, campagna promossa dall'associazione per ricavare i fondi necessari a portare acqua alle popolazioni in condizioni di carenza di tale bene primario: la foto, screen del cellulare dell'artista, ritraeva il record personale della Gomez nella sfida lanciata dall'UNICEF consistente nel non toccare il proprio smartphone per un determinato tempo, regalando ogni 15 minuti della sfida un "giorno d'acqua" alle popolazioni del Terzo Mondo.

## Attività imprenditoriali
Nell'ottobre del 2008 Selena Gomez lanciò la sua casa di produzione chiamata "July Moon Productions", che in seguito ha stretto una partnership con la XYZ Films per il finanziamento e la produzione di almeno due film con essa stessa all'interno del cast. Nel 2009 fu il volto della campagna pubblicitaria di Sears, una catena di grandi negozi statunitense. Tale campagna prevedeva la sua apparizione negli spot televisivi e la registrazione di una canzone promozionale intitolata I'm Gonna Arrive (Don't Just Go Back). Nell'agosto dello stesso anno ha anche partecipato al "Sears Arrive Air Band Casting Call", l'evento organizzato da Sears per selezionare le cinque persone che hanno composto la Sears Air Band, esibitasi ai MTV Video Music Award il 13 settembre 2009.
Nel luglio 2010 la Gomez ha lanciato la propria linea d'abbigliamento chiamata Dream Out Loud by Selena Gomez Nel 2012, a maggio è stato posto in vendita il suo profumo, distribuito da Macy's, mentre a novembre è divenuta la testimonial della linea di scarpe Neo di Adidas, per cui è stata anche coinvolta nel processo di design. È stata tra i produttori esecutivi dell'episodio speciale The Wizards Return: Alex vs. Alex della serie TV I maghi di Waverly, in cui l'attrice figura anche come protagonista. Il 3 settembre 2020 lancia sul mercato la sua linea di make-up Rare Beauty in collaborazione con Sephora. Grazie all'ampio successo ottenuto dal marchio, nel 2024 la Gomez raggiunge un patrimonio di oltre un miliardo di dollari.

## Vita privata

### Credenze religiose
Selena Gomez è cresciuta cattolica. Quando aveva 13 anni voleva un anello di purezza e suo padre andò in chiesa per farlo benedire. Ha dichiarato: «In realtà l'ho usato come esempio per altri bambini, continuerò a mantenere la mia promessa a me stessa, alla mia famiglia e a Dio». La cantante ha smesso di indossare l'anello nel 2010. Nonostante non le piacesse il termine religione, ha frequentato la Hillsong Church. Nel 2014 ha detto di aver ascoltato il brano Oceans (Where Feet May Fail) del gruppo christian rock Hillsong United prima di esibirsi agli American Music Awards 2014. Nel 2016 è apparsa al concerto Hillsong Young & Free a Los Angeles cantando la sua canzone intitolata Nobody. Quando un fan su Twitter le chiese di cosa parlava il testo della canzone, Gomez ha risposto «Dio».

### Salute
Nel 2015 ha dichiarato pubblicamente di essere affetta da una malattia cronica, il lupus. Il 14 settembre 2017 ha annunciato tramite Instagram che si era ritirata da eventi pubblici nei mesi precedenti per sottoporsi a un trapianto di rene donato dall'attrice e amica Francia Raisa. Nel 2020, durante una diretta live su Instagram, ha ammesso di soffrire di disturbo bipolare.

### Relazioni

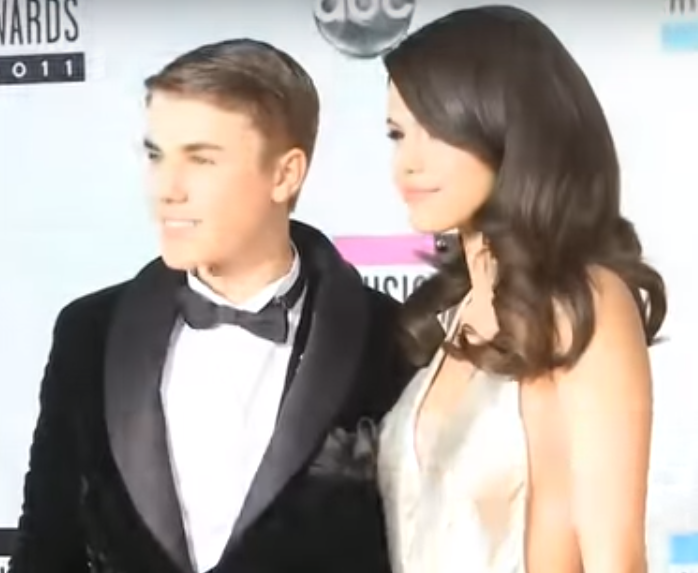
Justin Bieber e Selena Gomez sul red carpet degli American Music Awards nel 2011.

Il 23 luglio 2008 è stata resa ufficiale la sua relazione con il cantante Nick Jonas, membro della boy band statunitense Jonas Brothers, facendo in quello stesso anno una comparsa in qualità di guest star all'interno del videoclip di Burnin' Up. Durante una loro provvisoria rottura nel 2009, è uscita per breve tempo con l'attore Taylor Lautner. Da dicembre 2010 a marzo 2018, ha intrapreso una chiacchierata storia d'amore "tira e molla" con Justin Bieber.
Nel 2015, ha frequentato il disc jockey Zedd, mentre da gennaio ad ottobre 2017 è stata invece la compagna di The Weeknd. Dal 2023, è in una relazione con il produttore discografico Benny Blanco, con cui ha annunciato il loro fidanzamento ufficiale in un post su Instagram pubblicato il 12 dicembre 2024.

## Filmografia

### Attrice

#### Cinema
- Missione 3D - Game Over (Spy Kids 3-D: Game Over), regia di Robert Rodriguez (2003)
- Another Cinderella Story, regia di Damon Santostefano (2008)
- Ramona e Beezus (Ramona and Beezus), regia di Elizabeth Allen (2010)
- Monte Carlo, regia di Thomas Bezucha (2011)
- I Muppet (The Muppets), regia di James Bobin (2011)
- Aftershock, regia di Nicolás López (2012)
- Spring Breakers - Una vacanza da sballo (Spring Breakers), regia di Harmony Korine (2012)
- Getaway - Via di fuga (Getaway), regia di Courtney Solomon (2013)
- Comportamenti molto... cattivi! (Behaving Badly), regia di Tim Garrick (2014)
- Ti lascio la mia canzone (Rudderless), regia di William H. Macy (2014)
- La grande scommessa (The Big Short), regia di Adam McKay (2015)
- Altruisti si diventa (The Fundamentals of Caring), regia di Rob Burnett (2016)
- Cattivi vicini 2 (Neighbors 2: Sorority Rising), regia di Nicholas Stoller (2016)
- In Dubious Battle - Il coraggio degli ultimi (In Dubious Battle), regia di James Franco (2016)
- I morti non muoiono (The Dead Don't Die), regia di Jim Jarmusch (2019)
- Un giorno di pioggia a New York (A Rainy Day in New York), regia di Woody Allen (2019)
- Selena Gomez: My Mind & Me, regia di Alek Keshishian - documentario (2022)
- Emilia Pérez, regia di Jacques Audiard (2024)

#### Televisione
- Barney (Barney & Friends) – serie TV, 13 episodi (2002-2004)
- What's Stevie Thinking?, regia di Terri Minsky – film TV (2005, inedito)
- Walker Texas Ranger - Processo infuocato (Walker, Texas Ranger: Trial by Fire), regia di Aaron Norris - film TV (2005)
- Zack e Cody al Grand Hotel (The Suite Life of Zack & Cody) – serie TV, episodio 2x22 (2006)
- Hannah Montana – serie TV, episodi 2x13-2x18-2x22 (2007-2008)
- I maghi di Waverly (Wizards of Waverly Place) – serie TV, 106 episodi (2007-2012) – Alex Russo
- Zack e Cody sul ponte di comando (Zack & Cody on Deck) – serie TV, episodio 1x21 (2009)
- Sonny tra le stelle (Sonny with a Chance) – serie TV, episodio 1x13 (2009)
- I maghi di Waverly: The Movie (Wizards of Waverly Place: The Movie), regia di Lev L. Spiro - film TV (2009)
- Programma protezione principesse (Princess Protection Program), regia di Allison Liddi - film TV (2009)
- So Random! – serie TV, episodio 1x03 (2011)
- Il ritorno dei maghi - Alex vs. Alex (The Wizards Return: Alex vs. Alex), regia di Victor Gonzalez - film TV (2013)
- We Day – programma TV, conduttrice (2014)
- Inside Amy Schumer – serie TV, episodio 2x10 (2015)
- Selena + Chef – programma TV, 44 episodi (2020-2023)
- Only Murders in the Building – serie TV, 40 episodi (2021-in corso)
- I Maghi di Waverly - Ritorno a Waverly Place (Wizards Beyond Waverly Place) – serie TV, episodio 1x01-1x21 (2024-2025)

### Doppiatrice
- Ortone e il mondo dei Chi (Horton Hears a Who!), regia di Jimmy Hayward e Steve Martino (2008)
- Arthur e la vendetta di Maltazard (Arthur and the Revenge of Maltazard), regia di Luc Besson (2009)
- Arthur e la guerra dei due mondi (Arhur 3: The War of the Two Worlds), regia di Luc Besson (2010)
- Hotel Transylvania, regia di Genndy Tartakovsky (2012)
- Hotel Transylvania 2, regia di Genndy Tartakovsky (2015)
- Hotel Transylvania 3 - Una vacanza mostruosa (Hotel Transylvania 3: Summer Vacation), regia di Genndy Tartakovsky (2018)
- Dolittle, regia di Stephen Gaghan (2020)
- Hotel Transylvania - Uno scambio mostruoso (Hotel Transylvania: Transformania), regia di Derek Drymon e Jennifer Kluska (2022)

### Produttrice

#### Film d'animazione
- Hotel Transylvania - Uno scambio mostruoso (Hotel Transylvania: Transformania), regia di Derek Drymon e Jennifer Kluska (2022)

#### Televisione
- Tredici (13 Reasons Why) – serie TV, 49 episodi (2017-2020)
- Vite clandestine (Living Undocumented) – docuserie, 6 episodi (2019)
- Selena + Chef – programma TV, 44 puntate (2020-2021)
- Only Murders in the Building – serie TV, 40 episodi (2021-2024)
- I Maghi di Waverly - Ritorno a Waverly Place (Wizards Beyond Waverly Place) – serie TV, 21 episodi (2024-2025)

## Discografia

### Da solista

#### Album in studio da solista
- 2013 – Stars Dance
- 2015 – Revival
- 2020 – Rare

#### Album collaborativi
- 2025 – I Said I Love You First (con Benny Blanco)

#### Raccolte
- 2014 – For You

### Con Selena Gomez & the Scene

#### Album in studio
- 2009 – Kiss & Tell
- 2010 – A Year Without Rain
- 2011 – When the Sun Goes Down

## Tournée
- 2013/14 – Stars Dance Tour
- 2016 – Revival Tour

## Doppiatrici italiane
Nelle versioni in italiano delle opere in cui ha recitato, Selena Gomez è stata doppiata da:
- Monica Vulcano in Hannah Montana, I maghi di Waverly, I maghi di Waverly: The Movie, Programma protezione principesse, Sonny tra le stelle, Monte Carlo, I Muppet, Il ritorno dei maghi - Alex vs. Alex, In Dubious Battle - Il coraggio degli ultimi, Only Murders in the Building
- Joy Saltarelli in Ramona e Beezus, Altruisti si diventa, Cattivi vicini 2
- Erica Necci in Comportamenti molto... cattivi, Un giorno di pioggia a New York, Emilia Pérez
- Letizia Scifoni in Zack e Cody al Grand Hotel
- Tosawi Piovani in Another Cinderella Story
- Gaia Bolognesi in Spring Breakers - Una vacanza da sballo
- Letizia Ciampa in Getaway - Via di fuga
- Rossa Caputo ne La grande scommessa
- Margherita De Risi ne I morti non muoiono
- Ilaria Silvestri ne I maghi di Waverly - Ritorno a Waverly Place

Da doppiatrice è sostituita da:
- Cristiana Capotondi in Hotel Transylvania, Hotel Transylvania 2, Hotel Transylvania 3 - Una vacanza mostruosa, Hotel Transylvania - Uno scambio mostruoso
- Domitilla D'Amico in Arthur e la vendetta di Maltazard, Arthur e la guerra dei due mondi
- Claudia Mazza in Ortone e il mondo dei Chi
- Joy Saltarelli in Dolittle
- Monica Vulcano ne Il voto in poche parole

## Profumi
- 2012 – Selena Gomez
- 2013 – Vivamore
- 2025 – Rare Eau de Parfum